# 萨努斯
萨努斯（法語：Sanous，法語發音：[sanus]）是法国上比利牛斯省的一个市镇，属于塔布区。

## 地理
萨努斯（43°22'40"N, 0°0'9"E）面积1.70 平方千米，位于法国奧克西塔尼大區上比利牛斯省，该省份为法国西南部内陆省份，北至热尔省，西接大西洋比利牛斯省，南与西班牙接壤，东临上加龙省。
与萨努斯接壤的市镇（或旧市镇、城区）包括：比戈尔地区维克、卡斯泰德-多阿特、圣莱泽。

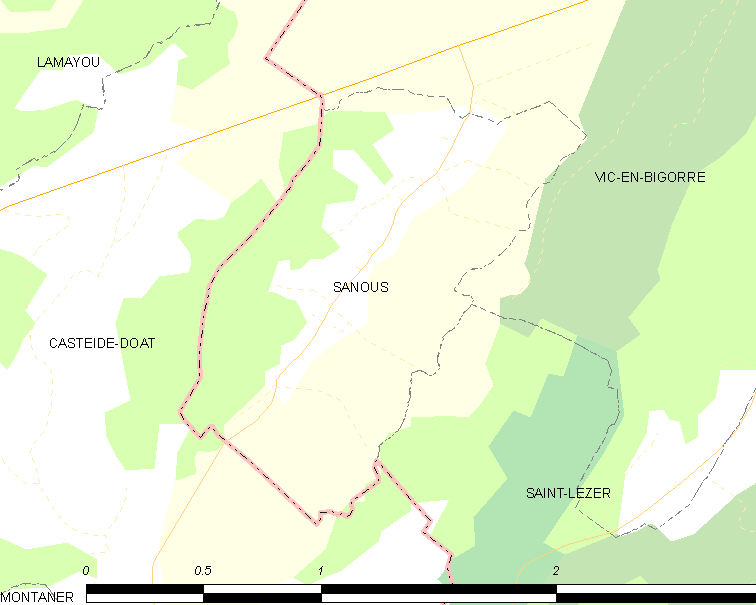
萨努斯的OSM定位图

萨努斯的时区为UTC+01:00、UTC+02:00（夏令时）。

## 行政
萨努斯的邮政编码为65500，INSEE市镇编码为65403。

## 政治
萨努斯所属的省级选区为比戈尔地区维克县。

## 人口

1962-2008年间萨努斯人口变化图示

萨努斯于2022年1月1日时的人口数量为100人。